# 4680 Лорман
4680 Лорман (4680 Lohrmann) — астероїд головного поясу, відкритий 31 серпня 1937 року.
Тіссеранів параметр щодо Юпітера — 3,561.